# 馮勤
馮勤（？—56年）。字偉伯，冀州魏郡繁陽县（河南内黄县）人，东汉初期大臣。曾祖父馮揚，汉宣帝时弘農太守，父馮伉。

## 生平
馮勤8歳学习算術，後身長8尺3寸。开始在銚期手下当功曹，被人评价有很高的才能。銚期随汉光武帝征伐时，一切政務委任馮勤。馮勤同县的馮巡一起响应光武帝起兵，背离了事前的豪族焦廉。馮勤成为銚期的心腹，後来銚期向光武帝推薦任用馮勤。历任郎中、给事尚书。办事得力，刘秀让他掌管封爵之制。史称封爵之制非勤不能。侯霸推荐阎扬，刘秀不喜欢阎扬，责难侯霸，冯勤为侯霸申明事理，免于责罚。建武九年（33年），馮勤昇進尚書僕射。建武二十四年（48年），因功封为关内侯。历任尚書令、大司農。
建武二十七年（51年）五月，大司徒玉況死後，馮勤任司徒（官制更改，大司徒改为司徒）。光武帝时任三公的戴涉、朱浮都是因罪而死、光武帝对馮勤多次訓戒。馮勤没有辜负光武帝的期待，恭約尽忠，才堪其任。建武中元元年（56年）六月，馮勤在任上去世。

## 子孙
馮勤七子：
- 长子馮宗，嗣爵，官至张掖属国都尉。
- 中子馮顺，尚平阳长公主劉奴，官至大鸿胪。
  - 馮奋，馮顺中子，建初八年（83年），馮奋袭平阳长公主爵为平阳侯，死后无子。
  - 馮由，馮奋弟，黄门侍郎，尚平安公主刘王。
  - 馮劲，馮奋兄，永元七年（95年），诏书封羽林右监馮劲为平阳侯，奉公主之祀。
    - 馮卯，馮劲子，馮劲死后，馮卯嗣爵。延光年间为侍中。
      - 馮留，馮卯子，馮卯死后，馮留嗣爵。

| 東漢平陽侯國（83年－？） |      |            |      |          |          |
| 傳位                     | 世   | 稱號及諡號 | 姓名 | 在位年數 | 在位時間 |
| 第1任                    | 始封 | 平陽侯     | 馮奮 | ？       | 83年－？ |
| 第2任                    | 一世 | 平陽侯     | 馮勁 | ？       | 95年－？ |
| 第3任                    | 二世 | 平陽侯     | 馮卯 | ？       | ？       |
| 第4任                    | 三世 | 平陽侯     | 馮留 | ？       | ？       |
| 永和五年（140年）仍見    |      |            |      |          |          |

## 延伸阅读
[在维基数据编辑]
 《後漢書/卷26》，出自范晔《後漢書》
 《東觀漢記》

## 传记文献
- 《后汉书》卷二十六·伏侯宋蔡冯赵牟韦列传第十六

1. ↑  《後漢書·馮勤傳》：勤七子……中子順，尚平陽長公主，終於大鴻臚。建初八年，以順中子奮襲主爵為平陽侯，薨，無子。永元七年，詔書復封奮兄羽林右監勁為平陽侯，奉公主之祀……勁薨，子卯嗣。卯延光中為侍中，薨，子留嗣。
2. ↑  司馬彪《續漢書·郡國志一》：平陽侯國。